# Ordre bavarois du Mérite
L'ordre bavarois du Mérite (en allemand : Bayerischer Verdienstorden) est l'ordre du mérite du land allemand de Bavière. Il est décerné par le ministre-président de Bavière en « reconnaissance de contributions exceptionnelles envers l'État libre de Bavière et le peuple bavarois ».
L'ordre a été institué par la loi du 11 juin 1957. Le ministre-président et son cabinet désignent les récipiendaires.